# Selva di Santa Fiora
Selva is een plaats (frazione) in de Italiaanse gemeente Santa Fiora.